# Кавтарадзе, Дмитрий Николаевич
Дми́трий Никола́евич Кавтара́дзе (род. 14 июня 1947, Москва) — советский и российский эколог, заведующий лабораторией управленческого моделирования факультета государственного управления Московский государственный университет имени М. В. Ломоносова (с 2009 года), доктор биологических наук (с 1994 года), старший научный сотрудник, участник группы «Балатон», один из разработчиков стратегии устойчивого развития РФ, создатель имитационных игр по теме устойчивого развития и бытовой экологии, автор более 200 научных работ.
Является лауреатом Премии Президента Российской Федерации в области образования за 2000 год за разработку пособия для образовательных учреждений «Система непрерывного образования в области устойчивого развития: научно-методические основы и реализация в Российской Федерации. Образование для устойчивого развития».
Призёр Международного конкурса на лучшую имитационную игру в области менеджмента (1995—1997 годы), проведённого Фондом развития науки и технологии (Япония), Университетом Нью-Гемпшир (США) и Международной ассоциацией игрового имитационного моделирования (ISAGA) (июль 1999 года), один из участников Российского общества системной динамики, участник группы «Балатон».

## Публикации
Смотрите на сайте лаборатории охраны окружающей среды МГУ Список публикаций за 2000—2005 г.г.